# Organización Deportiva Suramericana
La Organización Deportiva Suramericana (ODESUR), fundada el 27 de marzo de 1976, es la asociación de los comités olímpicos nacionales de América del Sur con sede en Luque, Paraguay. Como parte del movimiento olímpico promociona sus fines y principios. Tiene a su cargo la organización de los Juegos Suramericanos, Juegos Suramericanos de Playa y los Juegos Suramericanos de la Juventud.
Los países miembros de la ODESUR (por medio de su Comité Olímpico Nacional) son: Argentina, Aruba, Bolivia, Brasil, Chile, Colombia, Curazao, Ecuador, Guyana, Panamá, Paraguay, Perú, Surinam, Uruguay y Venezuela. Antillas Neerlandesas dejó de ser miembro ante su disolución en 2010.

## Presidentes de ODESUR
La siguiente lista muestra a quienes han sido presidentes de la ODESUR, cargo creado en 1976:
| Presidente                 | Período       | Procedencia |
| -------------------------- | ------------- | ----------- |
| José Gamarra Zorrilla      | 1976-1982     | Bolivia     |
| Antonio Rodríguez          | 1982-1986     | Argentina   |
| Juan Carlos Esguep         | 1986-1988     | Chile       |
| Raúl Gamboa                | 1988-1994     | Perú        |
| Sabino Hernández           | 1994-1998     | Ecuador     |
| Antonio Rodríguez          | 1998-2003     | Argentina   |
| Carlos Arthur Nuzman       | 2003-2017     | Brasil      |
| Camilo Pérez López Moreira | 2017-presente | Paraguay    |

## Comités Olímpicos asociados
| País      | Código | Nombre                               |
| --------- | ------ | ------------------------------------ |
| Argentina | ARG    | Comité Olímpico Argentino            |
| Aruba     | ARU    | Comité Olímpico Arubano              |
| Bolivia   | BOL    | Comité Olímpico Boliviano            |
| Brasil    | BRA    | Comité Olímpico Brasileño            |
| Chile     | CHI    | Comité Olímpico de Chile             |
| Colombia  | COL    | Comité Olímpico Colombiano           |
| Curazao   | CUR    | Federashon Deporte i Olímpiko Kòrsou |
| Ecuador   | ECU    | Comité Olímpico Ecuatoriano          |
| Guyana    | GUY    | Asociación Olímpica de Guyana        |
| Panamá    | PAN    | Comité Olímpico de Panamá            |
| Paraguay  | PAR    | Comité Olímpico Paraguayo            |
| Perú      | PER    | Comité Olímpico Peruano              |
| Surinam   | SUR    | Comité Olímpico de Surinam           |
| Uruguay   | URU    | Comité Olímpico Uruguayo             |
| Venezuela | VEN    | Comité Olímpico Venezolano           |

## Confederaciones asociadas
- Asociación del Básquetbol Sudamericano
- Confederación Latinoamericana de Esquí Náutico
- Confederación Panamericana de Racquetball
- Confederación Sudamericana de Atletismo
- Confederación Sudamericana de Béisbol
- Confederación Sudamericana de Bádminton
- Confederación Sudamericana de Balonmano
- Confederación Sudamericana de Bochas
- Confederación Sudamericana de Bowling
- Confederación Sudamericana de Canotaje
- Confederación Sudamericana de Esgrima
- Confederación Sudamericana de Fútbol
- Confederación Sudamericana de Gimnasia
- Confederación Sudamericana de Golf
- Confederación Sudamericana de Judo
- Confederación Sudamericana de Karate
- Confederación Sudamericana de Levantamiento de Pesas
- Confederación Sudamericana de Lucha
- Confederación Sudamericana de Natación
- Confederación Sudamericana de Patín
- Confederación Sudamericana de Pelota Vasca
- Confederación Sudamericana de Remo
- Confederación Sudamericana de Rugby
- Confederación Sudamericana de Softbol
- Confederación Sudamericana de Squash
- Confederación Sudamericana de Tenis de Mesa
- Confederación Sudamericana de Tenis
- Confederación Sudamericana de Tiro
- Confederación Sudamericana de Triatlón
- Confederación Sudamericana de Vela
- Confederación Sudamericana de Voleibol
- Unión Panamericana de Taekwondo

## Juegos Suramericanos
Los Juegos Suramericanos son el evento deportivo más joven de los que forman parte del ciclo olímpico de Sudamérica, pues fue solo en el encuentro de la Odesur en Santiago de Chile en 1978, cuando se aprobó el reglamento del Comité Organizador para la realización de las primeras justas, denominadas inicialmente Juegos Cruz del Sur, y que se disputaron del 3 al 12 de noviembre de 1978 en La Paz, y con subsedes en Cochabamba y Santa Cruz de la Sierra en Bolivia.
En estas justas participaron 280 atletas de Argentina, Brasil, Bolivia, Chile, Ecuador, Perú, Paraguay y Uruguay, en 16 modalidades deportivas. Los argentinos lograron el título general con 91 medallas de oro y 189 en total, el segundo lugar fue para Chile con 31 preseas doradas, seguido por Bolivia con 20 medallas de oro. Los colombianos no hicieron presencia.

## Juegos Suramericanos de Playa
A partir del año 2009 ODESUR organizó los Juegos Suramericanos de Playa. La primera edición de los juegos se desarrolló en Uruguay en las ciudades de Montevideo y Punta del Este donde se compitió en Fútbol playa, Balonmano playa, Vóleibol playa, Rugby playa, Natación en aguas abiertas, Vela, Surf, Esquí náutico, Triatlón y Fitness.

## Juegos Suramericanos de la Juventud
A partir del año 2013, ODESUR lleva a cabo los Juegos Suramericanos de la Juventud como un evento similar a los Juegos Olímpicos de la Juventud, teniendo como primera sede las ciudades de Callao y Lima, en Perú desde el 20 al 29 de septiembre del 2013. La segunda versión de los Juegos Suramericanos de la Juventud se llevaron a cabo en la ciudad de Santiago de Chile desde el 29 de septiembre al 8 de octubre del 2017 donde participaron 14 países en 20 disciplinas deportivas, una más que en la primera edición.

## Proyectos futuros
La organización está evaluando la propuesta de hacer que los Juegos Suramericanos sean parte de los clasificatorios para los Juegos Panamericanos. En palabras de Carlos Arthur Nuzman, presidente de la Organización:

"Este es un tema central que permitirá la valorización de los Juegos y motivará aún más la participación de los atletas. Vamos a realizar un estudio a fin de analizar como eso puede ser aplicado en el sistema de clasificación para otras competiciones, como los Juegos Panamericanos. Necesitamos encontrar un camino que atraiga todas las modalidades del Programa Suramericano a los Juegos, de forma a desarrollar el deporte en el continente y a evitar inversiones en instalaciones que acaban por no utilizarse debido a la falta de inscripción de equipos por los países"
Carlos Arthur Nuzman